# Coppa asiatica femminile di pallavolo 2014
La Coppa asiatica femminile di pallavolo 2014 si è svolta dal 6 al 12 settembre 2014 a Shenzhen, in Cina: al torneo hanno partecipato otto squadre nazionali asiatiche e oceaniane e la vittoria finale è andata per la terza volta alla Cina.

## Impianti
|                                                                                          |  |  |
|                                                                                          |  |  |
| Universiade Centre Indoor Stadium Città: Shenzhen Capienza: 18 000 Anno d'apertura: 2011 |  |  |

## Regolamento
Le squadre hanno disputato una prima fase a gironi con formula del girone all'italiana; al termine della prima fase tutte le squadre hanno acceduto alla fase finale per il primo posto, strutturata in quarti di finale, semifinali, finale per il terzo posto e finale. Le squadre sconfitte ai quarti di finale della fase finale per il primo posto hanno acceduto alla fase finale per il quinto posto, strutturata in semifinali, finale per il settimo posto e finale per il quinto posto.

## Squadre partecipanti
| Squadra       | Qualificazione              | Ultima partecipazione |
| ------------- | --------------------------- | --------------------- |
| Cina          | Paese organizzatore         | Kazakistan 2012       |
| Corea del Sud | 6ª alla Coppa asiatica 2012 | Kazakistan 2012       |
| Giappone      | 5ª alla Coppa asiatica 2012 | Kazakistan 2012       |
| Iran          | 8ª alla Coppa asiatica 2012 | Kazakistan 2012       |
| Kazakistan    | 3ª alla Coppa asiatica 2012 | Kazakistan 2012       |
| Taipei cinese | 7ª alla Coppa asiatica 2012 | Kazakistan 2012       |
| Thailandia    | 1ª alla Coppa asiatica 2012 | Kazakistan 2012       |
| Vietnam       | 4ª alla Coppa asiatica 2012 | Kazakistan 2012       |

## Torneo

### Fase a gironi
| Girone A      | Girone B      |
| ------------- | ------------- |
| Cina          | Giappone      |
| Corea del Sud | Kazakistan    |
| Iran          | Taipei cinese |
| Vietnam       | Thailandia    |

#### Girone A

##### Risultati
| 6 settembre 2014 Universiade Centre Stadium, Shenzhen Durata: 1h:14 - Spettatori: 2 800 | Cina          | 3 - 0 | Vietnam       | 25-16, 25-15, 25-12        |
| 6 settembre 2014 Universiade Centre Stadium, Shenzhen Durata: 1h:17 - Spettatori: 500   | Corea del Sud | 3 - 0 | Iran          | 25-11, 25-11, 25-13        |
| 7 settembre 2014 Universiade Centre Stadium, Shenzhen Durata: 1h:22 - Spettatori: 2 000 | Cina          | 3 - 0 | Iran          | 25-17, 25-13, 25-22        |
| 7 settembre 2014 Universiade Centre Stadium, Shenzhen Durata: 1h:13 - Spettatori: 500   | Vietnam       | 0 - 3 | Corea del Sud | 13-25, 16-25, 19-25        |
| 8 settembre 2014 Universiade Centre Stadium, Shenzhen Durata: 2h:09 - Spettatori: 700   | Iran          | 1 - 3 | Vietnam       | 20-25, 26-24, 20-25, 20-25 |
| 8 settembre 2014 Universiade Centre Stadium, Shenzhen Durata: 1h:39 - Spettatori: 2 500 | Cina          | 3 - 0 | Corea del Sud | 26-24, 25-22, 25-22        |

##### Classifica
| Pos | Squadra       | Pt | G | V | P | SV | SP | Ratio | PF  | PS  | Ratio |
| --- | ------------- | -- | - | - | - | -- | -- | ----- | --- | --- | ----- |
| 1   | Cina          | 9  | 3 | 3 | 0 | 9  | 0  | MAX   | 226 | 163 | 1.387 |
| 2   | Corea del Sud | 6  | 3 | 2 | 1 | 6  | 3  | 2.000 | 218 | 159 | 1.371 |
| 3   | Vietnam       | 3  | 3 | 1 | 2 | 3  | 7  | 0.429 | 190 | 236 | 0.805 |
| 4   | Iran          | 0  | 3 | 0 | 3 | 1  | 9  | 0.111 | 173 | 249 | 0.695 |

#### Girone B

##### Risultati
| 6 settembre 2014 Universiade Centre Stadium, Shenzhen Durata: 1h:28 - Spettatori: 1 000 | Giappone      | 0 - 3 | Kazakistan    | 23-25, 23-25, 18-25               |
| 6 settembre 2014 Universiade Centre Stadium, Shenzhen Durata: 2h:00 - Spettatori: 2 000 | Taipei cinese | 3 - 2 | Thailandia    | 25-21, 25-23, 15-25, 17-25, 15-13 |
| 7 settembre 2014 Universiade Centre Stadium, Shenzhen Durata: 1h:20 - Spettatori: 1 000 | Taipei cinese | 0 - 3 | Giappone      | 20-25, 16-25, 17-25               |
| 7 settembre 2014 Universiade Centre Stadium, Shenzhen Durata: 1h:23 - Spettatori: 2 500 | Thailandia    | 0 - 3 | Kazakistan    | 20-25, 22-25, 17-25               |
| 8 settembre 2014 Universiade Centre Stadium, Shenzhen Durata: 2h:10 - Spettatori: 500   | Kazakistan    | 3 - 2 | Taipei cinese | 20-25, 24-26, 25-16, 25-20, 15-10 |
| 8 settembre 2014 Universiade Centre Stadium, Shenzhen Durata: 1h:43 - Spettatori: 1 000 | Giappone      | 3 - 0 | Thailandia    | 26-24, 25-17, 25-23               |

##### Classifica
| Pos | Squadra       | Pt | G | V | P | SV | SP | Ratio | PF  | PS  | Ratio |
| --- | ------------- | -- | - | - | - | -- | -- | ----- | --- | --- | ----- |
| 1   | Kazakistan    | 8  | 3 | 3 | 0 | 9  | 2  | 4.500 | 259 | 220 | 1.177 |
| 2   | Giappone      | 6  | 3 | 2 | 1 | 6  | 3  | 2.000 | 215 | 192 | 1.120 |
| 3   | Taipei cinese | 3  | 3 | 1 | 2 | 5  | 8  | 0.625 | 247 | 291 | 0.849 |
| 4   | Thailandia    | 1  | 3 | 0 | 3 | 2  | 9  | 0.222 | 230 | 248 | 0.927 |

### Fase finale

#### Finale 1º e 3º posto
|  | Quarti        | Quarti        |               |          | Semifinale         | Semifinale         |  |  | Finale 1º/2º posto | Finale 1º/2º posto |
|  |               |               |               |          |                    |                    |  |  |                    |                    |
|  |               |               |               |          |                    |                    |  |  |                    |                    |
|  |               |               |               |          |                    |                    |  |  |                    |                    |
|  | Iran          | 1             |               |          |                    |                    |  |  |                    |                    |
|  | Iran          | 1             |               |          |                    |                    |  |  |                    |                    |
|  | Kazakistan    | 3             |               |          |                    |                    |  |  |                    |                    |
|  | Kazakistan    | 3             | Kazakistan    | 0        |                    |                    |  |  |                    |                    |
|  |               |               | Kazakistan    | 0        |                    |                    |  |  |                    |                    |
|  |               | Corea del Sud | 3             |          |                    |                    |  |  |                    |                    |
|  | Corea del Sud | Corea del Sud | 3             | 3        |                    |                    |  |  |                    |                    |
|  | Corea del Sud |               |               | 3        |                    |                    |  |  |                    |                    |
|  | Taipei cinese | 0             |               |          |                    |                    |  |  |                    |                    |
|  | Taipei cinese | 0             | Corea del Sud | 0        |                    |                    |  |  |                    |                    |
|  |               |               | Corea del Sud | 0        |                    |                    |  |  |                    |                    |
|  |               | Cina          | 3             |          |                    |                    |  |  |                    |                    |
|  | Cina          | Cina          | 3             | 3        |                    |                    |  |  |                    |                    |
|  | Cina          |               |               | 3        |                    |                    |  |  |                    |                    |
|  | Thailandia    | 0             |               |          |                    |                    |  |  |                    |                    |
|  | Thailandia    | 0             | Cina          | 3        | Finale 3º/4º posto | Finale 3º/4º posto |  |  |                    |                    |
|  |               |               | Cina          | 3        | Finale 3º/4º posto | Finale 3º/4º posto |  |  |                    |                    |
|  |               | Giappone      | 0             |          |                    |                    |  |  |                    |                    |
|  | Vietnam       | Giappone      | 0             | 1        | Kazakistan         | 3                  |  |  |                    |                    |
|  | Vietnam       |               |               | 1        | Kazakistan         | 3                  |  |  |                    |                    |
|  | Giappone      | 3             |               | Giappone | 2                  |                    |  |  |                    |                    |
|  | Giappone      | 3             |               |          | 2                  |                    |  |  |                    |                    |
|  |               |               |               |          |                    |                    |  |  |                    |                    |
|  |               |               |               |          |                    |                    |  |  |                    |                    |

##### Quarti di finale
| 10 settembre 2014 Universiade Centre Stadium, Shenzhen Durata: 1h:26 - Spettatori: 100   | Corea del Sud | 3 - 0 | Taipei cinese | 25-16, 25-18, 27-25        |
| 10 settembre 2014 Universiade Centre Stadium, Shenzhen Durata: 1h:49 - Spettatori: 300   | Vietnam       | 1 - 3 | Giappone      | 21-25, 25-20, 14-25, 13-25 |
| 10 settembre 2014 Universiade Centre Stadium, Shenzhen Durata: 1h:47 - Spettatori: 100   | Iran          | 1 - 3 | Kazakistan    | 25-20, 16-25, 18-25, 15-25 |
| 10 settembre 2014 Universiade Centre Stadium, Shenzhen Durata: 1h:24 - Spettatori: 1 000 | Cina          | 3 - 0 | Thailandia    | 25-18, 25-19, 25-22        |

##### Semifinali
| 11 settembre 2014 Universiade Centre Stadium, Shenzhen Durata: 1h:23 - Spettatori: 300   | Kazakistan | 0 - 3 | Corea del Sud | 18-25, 15-25, 21-25 |
| 11 settembre 2014 Universiade Centre Stadium, Shenzhen Durata: 1h:20 - Spettatori: 2 000 | Cina       | 3 - 0 | Giappone      | 25-18, 25-19, 25-15 |

##### Finale 3º posto
| 12 settembre 2014 Universiade Centre Stadium, Shenzhen Durata: 2h:12 - Spettatori: 800 | Kazakistan | 3 - 2 | Giappone | 26-28, 25-23, 25-14, 19-25, 15-7 |

##### Finale
| 12 settembre 2014 Universiade Centre Stadium, Shenzhen Durata: 1h:41 - Spettatori: 3 500 | Corea del Sud | 0 - 3 | Cina | 26-28, 24-26, 22-25 |

#### Finale 5º e 7º posto
|  | Semifinali    | Semifinali    | Semifinali |            |               | Finale 5º/6º posto | Finale 5º/6º posto | Finale 5º/6º posto |  |
|  |               |               |            |            |               |                    |                    |                    |  |
|  | Iran          | Iran          | 1          |            |               |                    |                    |                    |  |
|  | Iran          | Iran          | 1          |            |               |                    |                    |                    |  |
|  | Taipei cinese | Taipei cinese | 3          |            |               |                    |                    |                    |  |
|  | Taipei cinese | Taipei cinese | 3          |            | Taipei cinese | Taipei cinese      | 0                  |                    |  |
|  |               |               |            |            | Taipei cinese | Taipei cinese      | 0                  |                    |  |
|  |               |               | Thailandia | Thailandia | 3             |                    |                    |                    |  |
|  | Thailandia    | Thailandia    | Thailandia | Thailandia | 3             | 3                  |                    |                    |  |
|  | Thailandia    | Thailandia    |            |            |               | 3                  |                    |                    |  |
|  | Vietnam       | Vietnam       | 0          |            |               | Finale 7º/8º posto | Finale 7º/8º posto | Finale 7º/8º posto |  |
|  | Vietnam       | Vietnam       | 0          |            |               |                    |                    |                    |  |
|  |               |               |            |            |               |                    |                    |                    |  |
|  |               |               |            |            |               | Iran               | Iran               | 3                  |  |
|  |               |               |            |            |               | Iran               | Iran               | 3                  |  |
|  |               |               |            |            |               | Vietnam            | Vietnam            | 0                  |  |

##### Semifinali
| 11 settembre 2014 Universiade Centre Stadium, Shenzhen Durata: 1h:55 - Spettatori: 100 | Iran       | 1 - 3 | Taipei cinese | 25-21, 19-25, 16-25, 16-25 |
| 11 settembre 2014 Universiade Centre Stadium, Shenzhen Durata: 1h:35 - Spettatori: 300 | Thailandia | 3 - 0 | Vietnam       | 25-23, 25-22, 27-25        |

##### Finale 7º posto
| 12 settembre 2014 Universiade Centre Stadium, Shenzhen Durata: 1h:30 - Spettatori: 300 | Iran | 3 - 0 | Vietnam | 25-15, 25-19, 25-23 |

##### Finale 5º posto
| 12 settembre 2014 Universiade Centre Stadium, Shenzhen Durata: 1h:21 - Spettatori: 500 | Thailandia | 0 - 3 | Taipei cinese | 17-25, 21-25, 17-25 |

## Podio

### Campione
Formazione: 2 Yao Di, 3 Yin Na, 4 Wang Qian, 5 Ding Xia, 6 Yan Ni, 8 Zhang Changning, 9 Li Jing, 10 Zhang Xiaoya, 11 Liu Yanhan, 12 Huang Liuyan, 13 Wang Qi, 14 Qiao Ting, CT: Lang Ping

### Secondo posto
Formazione: 3 Lee Hyo-hee, 4 Kim Hee-jin, 5 Kim Hae-ran, 7 Lee Jae-yeong, 8 Nam Jie-youn, 9 Lee Da-yeong, 10 Kim Yeon-koung, 11 Han Song-yi, 12 Park Jeong-ah, 15 Yang Hyo-jin, 17 Bae Yoo-na, 19 Beak Mok-hwa, CT: Lee Soo-goo

### Terzo posto
Formazione: 1 Tatyana Mudritskaya, 2 Lyudmila Issayeva, 3 Sana Anarkulova, 4 Lyudmila Anarbayeva, 5 Olga Nassedkina, 7 Alena Omelchenko, 8 Korinna Ishimtseva, 9 Irina Lukomskaya, 11 Marina Storozhenko, 13 Radmila Beresneva, 16 Inna Matveyeva, 20 Tatyana Fendrikova, CT: Aljaksandr Hutar

## Classifica finale
| Pos | Squadre       |
| --- | ------------- |
|     | Cina          |
|     | Corea del Sud |
|     | Kazakistan    |
| 4   | Giappone      |
| 5   | Thailandia    |
| 6   | Taipei cinese |
| 7   | Iran          |
| 8   | Vietnam       |

## Premi individuali
| Premio                 | Nome            | Squadra       |
| ---------------------- | --------------- | ------------- |
| MVP                    | Yan Ni          | Cina          |
| Miglior palleggiatrice | Ding Xia        | Cina          |
| Miglior opposto        | Kim Yeon-koung  | Corea del Sud |
| Miglior schiacciatrice | Zhang Changning | Cina          |
| Miglior schiacciatrice | Liu Yanhan      | Cina          |
| Miglior centrale       | Yan Ni          | Cina          |
| Miglior centrale       | Yang Hyo-jin    | Corea del Sud |
| Miglior libero         | Miku Torigoe    | Giappone      |